# Пелендоны
Пел(л)ендоны, цериндоны (лат. Pel(l)endones, Cerindones) — древний кельтский народ Пиренейского полуострова. С начала IV в. до н. э. они населяли истоки реки Дуэро (ныне северно-центральная часть Испании, север провинции Сория, юго-восток Бургоса и юго-запад Риохи).

## Происхождение
Предположительно смешанного иллирийского и кельтского происхождения, пелендоны мигрировали на Иберский полуостров около IV в. до н. э.. Предполагается, что они были связаны родством с белендами, обитавшими в долине реки Арьеж в Галлии, и говорили на одном из Q-кельтских языков.

## Культура
Пелендоны были пастушеским народом, практиковавшим отгонное скотоводство в пастбищных низинах долины Эбро. Их главным городом был Визонций, Visontium (Винуэса — Сория). Считается, что именно пелендоны основали города Нуманция (Муэла-де-Гаррай — Сория) и Савия (Сория?). Также они контролировали города Ареграда (Агреда? — Сория; в легендах на кельтиберских монетах: Areicoraticos/Arecorataz), Аренетум (Арнедо, близ Инестрильяс — Риоха), Квелия/Квелиум (Кель, близ Арнедо — Риоха; в легендах на кельтиберских монетах: Cueliocos) и Контребия-Леукаде (Агильяр-дель-Рио-Альхама — Риоха). К ним следует добавить римскую колонию Августобрига, Augustobriga (Муро-де-Агреда), основанную в конце 1 в. до н. э. Местонахождение городов Луция, Lutia (Канталусия?), Олибия, Olibia и Вария, Varia остаётся невыясненным.

## История
Пелендоны были тесно связаны с ареваками, по отношению к которым они были вассальным племенем, и с веттонами. Им удалось избавиться от ига ареваков, возможно, с помощью римлян в конце II в. до н. э., когда они получили город Нуманцию и прилегающие земли побежденных ареваков среди соседних племён. Однако во время серторианских войн они встали на сторону Квинта Сертория и предоставили его армии вспомогательные войска.
В конце I-го века до н.э. пелендоны были включены в провинцию Тарраконская Испания, созданную императором Августом, основавшим на её территории римскую колонию Августобрига (современная Муро-де-Агреба)